# Lonchoptera rava
Espèce
Lonchoptera rava est une espèce de diptères de la famille des Lonchopteridae.

## Description
L'holotype de Lonchoptera rava mesure 2,48 mm et la longueur de ses ailes est de 2,87 mm.

## Étymologie
Son nom spécifique, du latin ravus, « gris », lui a été donné en référence à sa coloration plus sombre que les autres espèces africaines du genre Lonchoptera.

## Publication originale
- (en + fr + de) Andrew. E. Whittington, « Two new Afrotropical species of Lonchoptera Meigen (Diptera: Lonchopteridae) », Annals of the Natal Museum, Londres, Adlard and Son (d), vol. 32, no 1,‎ octobre 1991, p. 205-214 (ISSN 0304-0798 et 2305-2775, OCLC 1590722, lire en ligne).